# Mimongo
 (février 2014).
Mimongo est une petite ville du sud du Gabon, chef-lieu du département d'Ogoulou dans la province de la Ngounié.

## Histoire
Mimongo a été érigée en Poste de Commandement Administratif en 1912. Le commandement était sous tutelle coloniale avec des auxiliaires indigènes comme dans tous les regroupements administratifs de l'époque. Les populations ont eu du mal à accepter la colonisation car les rencontres et les échanges furent brutaux. L'arrivée des missionnaires catholiques a occasionné des soulèvements de certains regroupements. C'est le cas dans la zone nord-est du département sous la conduite de Mbombé plus connu sous le nom de Mbombé a Gnangué. Ce personnage guerrier a régné sur les villages Guévédé, Epamboua, Evova jusqu'à Yéno. Sa renommée s'est étendue jusqu'à Étéké, Massima, Diboa voire au-delà de Mouila où il mourra en 1913 après sa capture par les colons une année auparavant[réf. nécessaire].

## Peuplement
La ville est habitée par des peuples montagnards, essentiellement Massango, Mitsogo et quelques Akélé. On y trouve aussi une forte communauté des Pygmées Babongo disséminée dans les forêts et villages avoisinants.
À l'ouest du département de l'Ogoulou, on rencontre les Massango. Du village de Dibassa à Moukabou en passant par Diyanga jusqu'à Mounongo, les populations sont majoritairement Massango. Les Pygmées sont en grand nombre à, Boutoumbi et Moukandi Mounongo Dibamba .
À l'est, sur la route de Mouila, seule la communauté Mitsogo est présente. De Diboa à Etéké, de Yéno jusqu'à Epamboua voire Massika on ne rencontre que les Mitsogho. Par ailleurs, on trouve à 5 kilomètres de Mimongo, au village Séka séka, une poche de peuplement Akélé.
La commune est composée, comme toutes les petites villes du Gabon, d'un ensemble de communautés. À Mimongo, Massango et Mitsogo, Akélé et Pygmées se côtoient et vivent en harmonie. Les quartiers de la ville subissent la même influence démographique. Les quartiers à l'ouest de la ville sont occupés par les Massango et ceux à l'est par les Mitsogo avec cependant un mélange avec les autres communautés.

## Géographie et climat

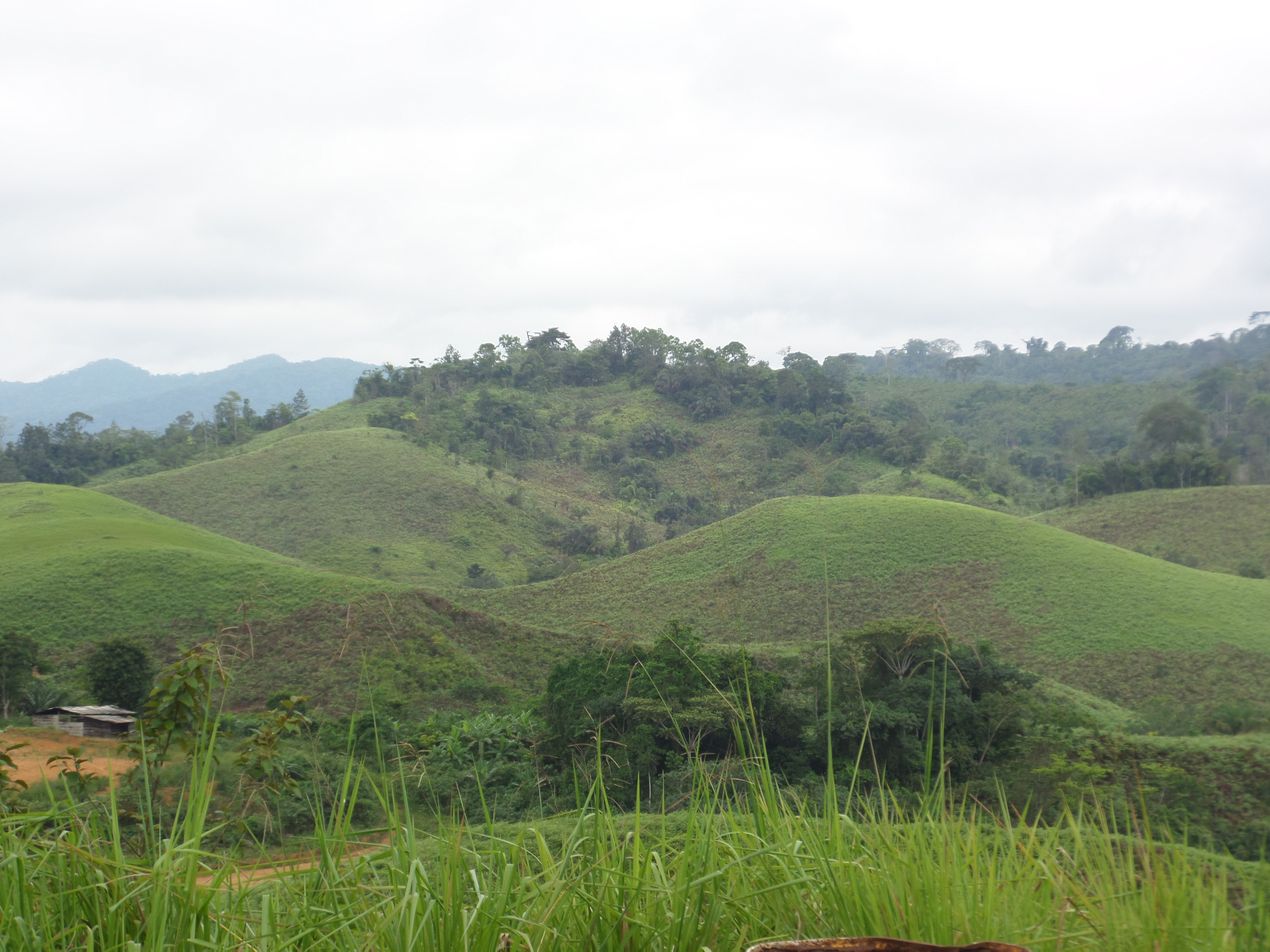
Collines de la ville de Mimongo.

Située entre le massif du Chaillu et les chaînes de montagnes du Mayombe, Mimongo est une ville difficile d'accès.
La route nationale 6 qui serpente entre montagnes et plaines amène à la commune où on trouve une ville paisible avec une belle vue des montagnes environnantes. Le climat tempéré avec une température de 24 °C en moyenne fait de Mimongo une zone idéale pour la culture de certains aliments de zone tempérée. Des mois d'octobre à mai, la température maximale atteint parfois 28 °C à l'ombre mais de juin à septembre elle n'est que de 20 à 22 °C en moyenne.

## Culture

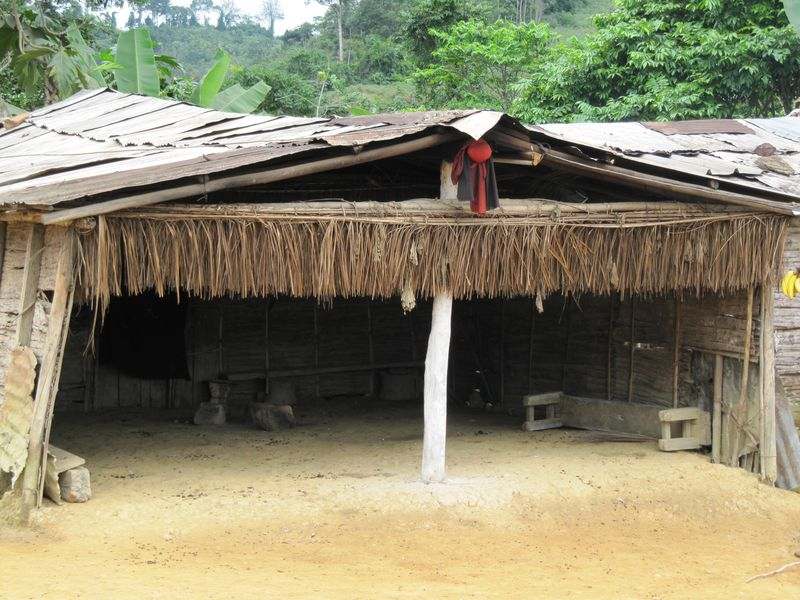
Case bwiti à Mimongo

La contrée de Mimongo et ses environs est le berceau du Bwiti originel appelé encore Bwété par les autochtones.

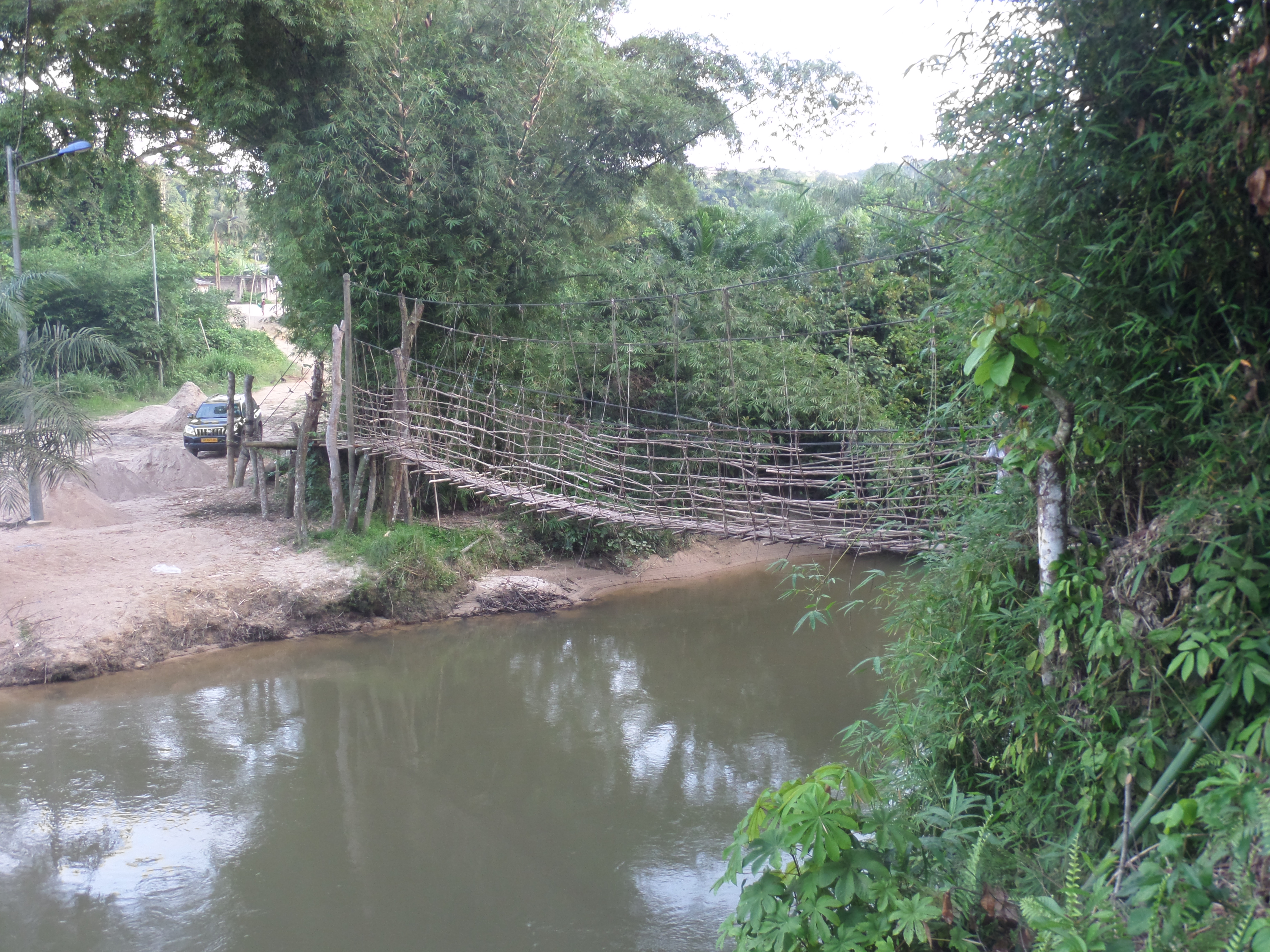
Pont en lianes.